# 溫斯坦
溫斯坦, 温斯坦或韦恩斯坦可以指：

## 人名
- 哈維·溫斯坦（英語：Harvey Weinstein），美國電影製片人和電影製片廠前執行董事。
- 埃瑞克·韦恩斯坦（英語：Eric Ross Weinstein），美國科學播客。
- 芭芭拉·温斯坦（英語：Barbara Weinstein），美國女潛水員。

|  | 本页或本分段罗列了姓氏为「K」的人物。 如果是一个指代特定个人的内链将您引导到本页，請考慮修正該人物的名字以將链接指向正確的條目。 |